# آبشار اورلاندر
آبشار اورلاندر (به انگلیسی: Overlander Falls) آبشاری است که در بریتیش کلمبیا، کانادا واقع شده و ارتفاع کلی ریزشگاه آن ۳۰ فوت (۹٫۱ متر) است.